# Hans Wilhelm Schüßler
Hans Wilhelm Schüßler (* 28. Februar 1928 in Dortmund; † 9. Dezember 2007) war ein deutscher Nachrichtentechniker.

## Leben
Hans Wilhelm Schüßler studierte an der Ingenieurschule Dortmund und an der RWTH Aachen. 1958 wurde er in Aachen mit der Arbeit Über das Abtasttheorem und seine Anwendung zur Berechnung von Spektralfunktionen aus Zeitfunktionen und umgekehrt promoviert; 1961 habilitierte er sich mit der Schrift Über die Darstellung von Übertragungsfunktionen und Netzwerken am Analogrechner. Er war anschließend Postdoc an der Cornell University in Ithaca, New York.
1963 wurde er zum außerordentlichen Professor an der TH Karlsruhe ernannt; 1966 erhielt er einen Ruf an den Lehrstuhl für Nachrichtentechnik an der neu gegründeten Technischen Fakultät der Friedrich-Alexander-Universität Erlangen-Nürnberg. 1993 wurde er emeritiert. Er lehrte als Emeritus noch bis 1998.

## Wirken
Forschungsschwerpunkte von Schüßler waren die digitale Signalverarbeitung und ihre nachrichtentechnische Anwendung. Für seine Arbeiten erhielt er zahlreiche Auszeichnungen; 2002 die Jack S. Kilby Signal Processing Medal in Anerkennung seiner führenden Rolle in der Entwicklung der digitalen Signalverarbeitung, insbesondere für seine Beiträge zu Theorie, Design und Implementierung von analogen und digitalen Filtern.
1990 wurde er als ordentliches Mitglied in die Bayerische Akademie der Wissenschaften aufgenommen.
1996 gründete er mit seiner Ehefrau Prof. Helga Schüßler (1931–2023) die Hans Wilhelm und Helga Schüßler-Stiftung zur Förderung des wissenschaftlichen Austauschs der Universität Erlangen-Nürnberg. Für die Sanierung des ehemaligen Eingangsbaus der Kaserne der Bayerischen Armee in Erlangen, dem heutigen Gästehaus der Universität, wurden Helga und Hans Wilhelm Schüßler 2001 mit der Bayerischen Denkmalschutzmedaille geehrt.

## Ehrungen und Auszeichnungen
- Bundesverdienstkreuz am Bande des Verdienstordens der Bundesrepublik Deutschland (1980)
- Centennial Medal des Institute of Electrical and Electronics Engineers (IEEE) (1984)
- Award des  Schlumberger Stichting Fund for Scientific, Technology and Research der Fa. Schlumberger Limited (1986)
- Karl-Küpfmüller-Preis der Informationstechnische Gesellschaft ITG (1992)
- Grundlagenpreis der Eduard-Rhein-Stiftung (1993)
- Ehrendoktorwürde der Fakultät für Elektrotechnik und Informationstechnik der Technischen Universität München (1995)
- Ehrendoktorwürde der Technischen Universität Wien (1995)[4]
- VDE-Ehrenring des Verbands der Elektrotechnik, Elektronik und Informationstechnik (1998)
- Jack S. Kilby Signal Processing Medal 2002 der Signal Processing Society des IEEE (2002)

## Nachweise
1. ↑  „IEEE verleiht Jack S. Kilby-Medaille. Auszeichnung für Prof. Schüßler“, Universität Erlangen-Nürnberg, 12. Juni 2003
2. ↑  „Kunstminister Hans Zehetmair verleiht die Denkmalschutzmedaille 2000“ (Seite nicht mehr abrufbar, festgestellt im Juni 2025. Suche in Webarchiven)  Info: Der Link wurde automatisch als defekt markiert. Bitte prüfe den Link gemäß Anleitung und entferne dann diesen Hinweis., Bayern, 3. Dezember 2001
3. ↑  „Die Hans-Wilhelm und Helga Schüßler-Stiftung ermöglicht der FAU ein neues Gästehaus“, uni-mediendienst, aktuell Nr. 1624/1996 vom 23. Februar 1998
4. ↑  TU Wien: Ehrendoktorate (Memento vom 21. Februar 2016 im Internet Archive). Abgerufen am 26. März 2015.

| Personendaten    | Personendaten                  |
| ---------------- | ------------------------------ |
| NAME             | Schüßler, Hans Wilhelm         |
| KURZBESCHREIBUNG | deutscher Nachrichtentechniker |
| GEBURTSDATUM     | 28. Februar 1928               |
| GEBURTSORT       | Dortmund                       |
| STERBEDATUM      | 9. Dezember 2007               |